# Тамим аль-Абдулла
Тами́м Мансу́р аль-Абдулла́ (араб. تميم منصور العبد الله‎; род. 5 октября 2002, Доха) — катарский футболист, нападающий клуба «Эр-Райян» и сборной Катара.

## Карьера

### Клубная карьера
Тамим аль-Абдулла дебютировал за «Эр-Райян» в Старс-лиге 9 апреля 2021 года в матче против клуба «Аль-Хор», выйдя на замену на 76-й минуте матча; матч закончился со счётом 1:1. Первый гол в карьере забил 17 сентября 2021 года в матче против клуба «Аль-Вакра»; тот матч закончился со счётом 1:1.

### Карьера в сборной
Играл за олимпийскую сборную Катара, в составе которой принимал участие на футбольном турнире на летних Азиатских играх 2022 года, где сыграл в трёх матчах на групповом этапе.
В составе сборной Катара принимал участие на Золотом кубке КОНКАКАФ 2023 года, где сыграл в трёх матчах сборной на групповом этапе. 30 июня 2023 года в матче со сборной Гондураса забил гол; матч закончился со счётом 1:1.

## Семья
Тамим аль-Абдулла является сыном Мансура Муфты, одного из лучших бомбардиров в истории катарского футбола.